# Mars Climate Orbiter
Mars Climate Orbiter (tidigare känd som Mars Surveyor '98 Orbiter) var en av två farkoster i Mars Surveyor '98-programmet, den andra är Mars Polar Lander. Uppdraget var att studera det marsianska vädret, klimatet och vatten- och koldioxidinnehåll, för att kunna få bättre förståelse för långsiktiga klimatändrigar på Mars.
Mars Climate Orbiter förstördes när ett navigationsfel orsakade att farkosten fick felaktig höjd då den gick in i omloppsbana. Farkosten förstördes av friktionen och påfrestningarna i Mars atmosfär. En undersökning visade att några data för raketsystemet beräknades i engelska enheter (pound-force-sekund) medan navigationsteamet förväntade sig SI-enheter (newton-sekund). 

### Fotnoter
1. ↑  ”NASA Space Science Data Coordinated Archive” (på engelska). NASA. https://nssdc.gsfc.nasa.gov/nmc/spacecraft/display.action?id=1998-073A. Läst 29 mars 2020.
2. ↑  Referat av haverirapporten.